# Majakka (Vantaa)

Le phare de Vantaa (en finnois : Vantaan Majakka) est une tour résidentielle située dans le quartier de Jokiniemi à Vantaa en Finlande. 

## Présentation
Le bâtiment a 12 étages résidentiels et un rez-de-chaussée et sa hauteur totale est d'environ 44 mètres. 
Le bâtiment de 12 étages et 66 appartements a été achevé en 2002, et il a été le plus haut bâtiment de Tikkurila pendant trois ans avant l'achèvement de la tour Kielotorni. 
L'adresse du phare est Tikkurilantie 41B. Il n'est situé dans aucune rue, mais au milieu d'un îlot urbain près de la gare de Tikkurila. 
L'édifice a été conçu par Arkkitehtoimisto Forma-Futura Oy et mis en œuvre par YIT Rakennus Oy.

## Galerie

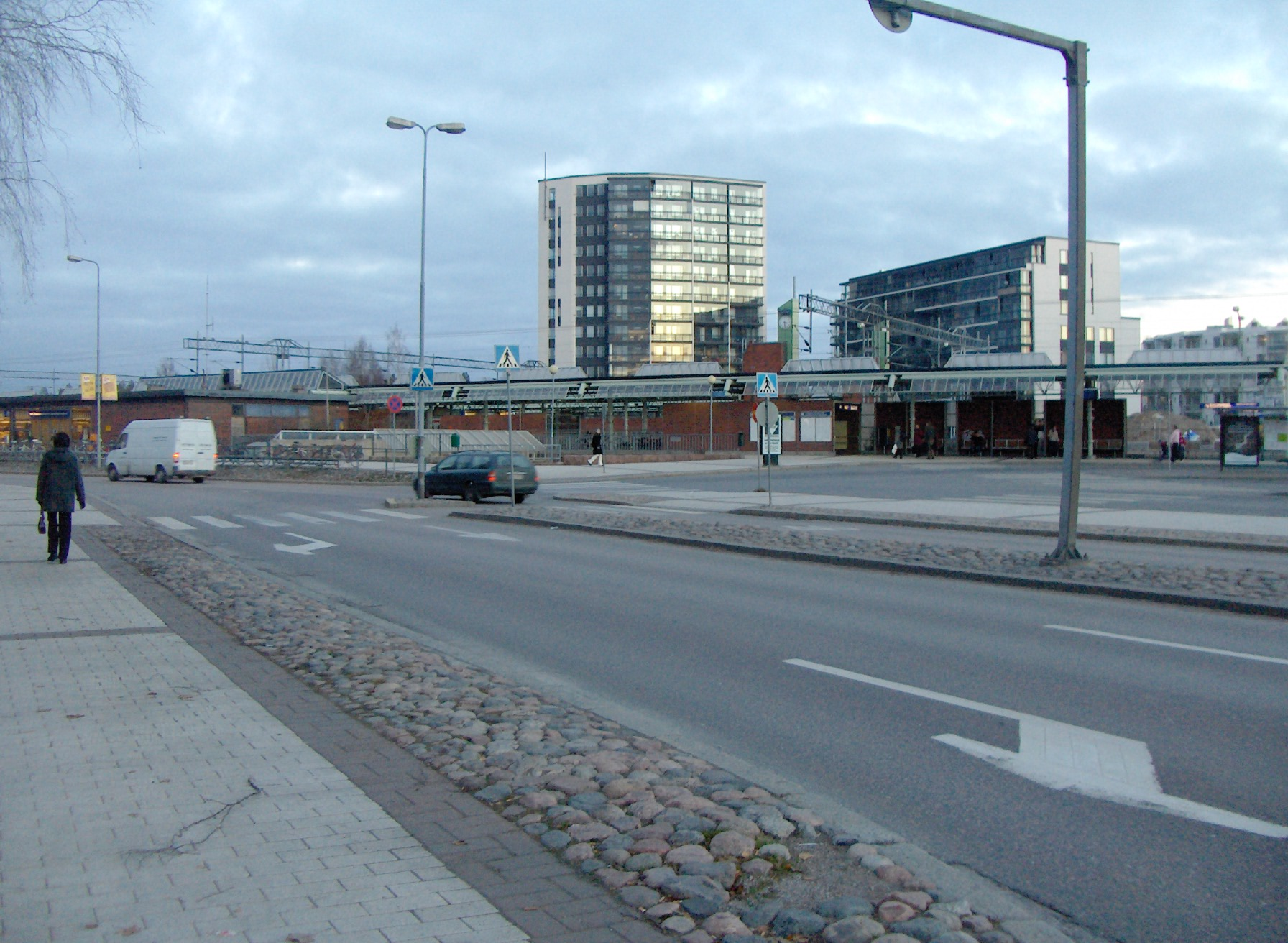
Vue de la gare de Tikkurila.